# Aleksandr Radchenko
 (novembre 2024).
Pour les articles homonymes, voir Radchenko.
Aleksandr Radchenko (russe : Алекса́ндр Рáдченко ; 1943 – 13 novembre 2014) est un homme politique et un militant des droits de l'homme de Transnistrie d'origine ukrainienne. Il est officier de l'armée soviétique de 1962 à 1989.
En 1994, Radchenko fonde le parti politique Power to the People (Transnistria) (en) (Vlast narodu), aujourd'hui disparu. En février 2001, son parti a prôné la participation des Transnistriens aux élections législatives de la République de Moldavie et a fait campagne pour le Parti communiste de Moldavie. Le ministre de la Justice de Transnistrie l'accuse de crimes contre l'État parce qu'il prône la restauration de l'intégrité territoriale de la Moldavie et, par conséquent, la liquidation de l'État transnistrien séparé. Son parti est interdit à deux reprises pour de courtes périodes.
Alexander Radchenko participe à l'élection présidentielle du 9 décembre 2001 (en) en Transnistrie, contre le président sortant Igor Smirnov et Tom Zenovich . Il obtient un peu moins de cinq pour cent des voix et arrive dernier des trois candidats.
ll cofonde avec Nikolaï Boutchatski (en) un petit journal d'opposition à Tiraspol appelé Chelovek i ego prava (L'Homme et ses droits). La plupart de ses articles traitent de questions liées aux droits de l’homme. Un document de l'Organisation pour la sécurité et la coopération en Europe publié le 10 mars 2005 rapporte que Boutchatski et Radchenko ont fait l'objet d'une campagne d'intimidation physique et psychologique organisée par les autorités de Transnistrie contre le journal.
Il est député de 2000 à 2005, mais ne réussit pas à se faire réélire le 11 décembre 2005.
Radchenko fonde le Parti social-démocrate de Transnistrie en janvier 2007. Il s'agit du seul parti politique de Transnistrie qui soit en faveur d'une réintégration conditionnelle dans la Moldavie.
Il est décédé le 13 novembre 2014,.